# Pentax

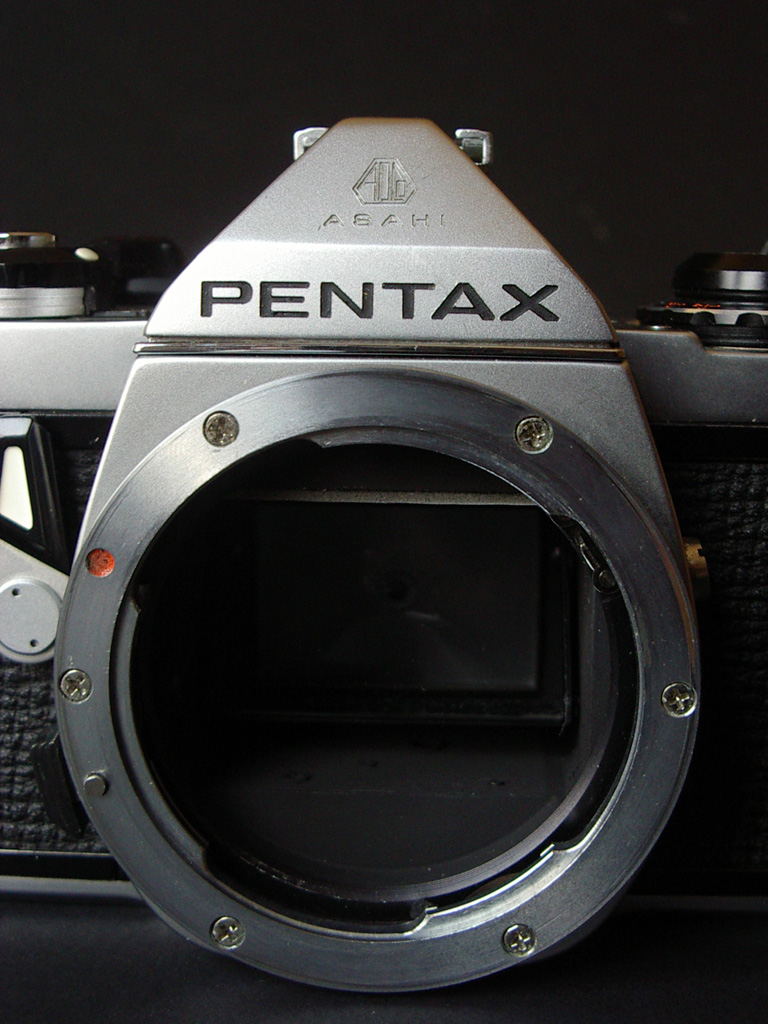
Pentax ME met K-bajonet

Pentax Corporation, ペンタックス株式会社, Pentakkusu Kabushiki-gaisha, is een Japans bedrijf dat fototoestellen, verrekijkers en andere optische instrumenten maakt, onder andere voor geneeskundige doeleinden. Het bedrijf werd in 1919 opgericht als Asahi Optical Joint Stock Co.
Pentax heeft een tiental vestigingen in Japan, Hongkong, Taiwan, Vietnam en op de Filipijnen, waar (anno 2004) in totaal ongeveer 6000 mensen werken.
Sinds 31 maart 2008 is Pentax onderdeel van Hoya Corporation, een Japans bedrijf dat werkzaam is in de optische en medische sector. In de zomer van 2011 heeft Hoya de fotografische activiteiten van Pentax aan Ricoh doorverkocht.

## Camerabouw
Op gebied van camerabouw is Pentax altijd tamelijk innovatief geweest. In 1954 introduceerde het bedrijf de "quick-return"-spiegel in de Asahiflex-spiegelreflexcamera, in 1957 kwam de universele P-draad-cameravatting, met de M42x1, en het pentaprisma in de zoeker, waaraan het merk zijn huidige naam ontleent en die in vrijwel alle moderne spiegelreflexcamera's gebruikt wordt. In 1964 kwam de eerste camera met "door-de-lens"-lichtmeting ("Spotmatic").

De door Pentax in de jaren zeventig ontwikkelde K-bajonetvatting werd vrijgegeven om zonder licentiekosten gebruikt te worden door andere camera- en lensfabrikanten. Deze bajonet is anno 2014 in mechanisch ongewijzigde vorm nog steeds in gebruik op de digitale spiegelreflexcamera's van Pentax. Wel zijn er gaandeweg steeds meer elektronische functies toegevoegd maar oude lenzen kunnen met wat beperkingen nog steeds op de nieuwste camera's gebruikt worden.

Eind jaren zeventig werd al een versie van de ME-camera, de ME-F, op de markt gebracht die in combinatie met een speciale lens over autofocus beschikte, jaren voor dit algemeen ingang vond.
Naast kleinbeeldcamera's maakt of maakte Pentax ook spiegelreflexcamera's voor de filmformaten 6x4,5, 6x7 en zelfs voor het 110 pocketcassetteformaat, van de 645 is in 2006 ook een digitale variant aangekondigd, die uiteindelijk in 2010 op de markt kwam..